# Ахмедов, Хаким Мунавварович
Хаким Мунавварович Ахмедов — таджикистанский учёный, доктор химических наук (1998). Академик АН РТ (2008, специальность «энергетика»).

## Биография
Родился 08.06.1948.
Окончил Таджикский государственный университет (1971).
В 1972—1990 гг. работал в Физико-техническом институте им. С. У. Умарова АН Таджикской ССР: младший научный сотрудник, старший научный сотрудник.
С 1990 г. в Академии наук Республики Таджикистан: учёный секретарь Отделения физико-математических, химических и геологических наук (1990—1995), заместитель главного учёного секретаря (1995—2000), главный учёный секретарь (2001—2014).
С июня 2014 г. заместитель по научной работе директора Центра инновационного развития науки и новых технологий АН Республики Таджикистан.

## Научная деятельность
Научные интересы:
- исследования органических полупроводников с особыми фото- и электрическими свойствами,
- методы преобразования солнечной энергии,
- использование возобновляемых источников энергии.

Автор (соавтор) более 200 научных работ, в том числе 6 монографий, 7 брошюр. Получил 25 авторских свидетельств и 7 патентов на изобретения.
Доктор химических наук (1998). Член-корреспондент АН Республики Таджикистан (2001). Академик АН Республики Таджикистан (2008, специальность «энергетика»).

## Звания и награды
Изобретатель СССР (1985). Награждён Почётной грамотой Республики Таджикистан (2005).